# Гогинава, Тамара Самсоновна
Тамара Самсоновна Гогинава (1922, село Ушапати, Сенакский уезд, ССР Грузия — неизвестно, село Ушапати, Цхакаевский район, Грузинская ССР) — колхозница колхоза имени Сталина Ушапатского сельсовета Цхакаевского района, Грузинская ССР. Герой Социалистического Труда (1951).

## Биография
Родилась в 1922 году в крестьянской семье в селе Ушапати Сенакского уезда. С конца 1930-х годов трудилась на чайной плантации в колхозе имени Сталина Цхакаевского района.
В 1950 году собрала 7370 килограммов сортового чайного листа с площади 0,5 гектаров. Указом Президиума Верховного Совета СССР от 1 сентября 1951 года удостоена звания Героя Социалистического Труда за «получение в 1950 году высоких урожаев сортового зелёного чайного листа» с вручением ордена Ленина и золотой медали «Серп и Молот» (№ 6174).
Этим же указом званием Героя Социалистического Труда была награждена труженица колхоза имени Сталина Кукуша Александровна Богашвили.
За выдающиеся трудовые достижения по итогам работы в годы Семилетки (1959—1965) награждалась медалью «За трудовую доблесть» и по итогам работы в 1977 году — Орденом Трудового Красного Знамени.
После выхода на пенсию проживала в родном селе Ушупати Цхакаевского района. С 1978 года — персональный пенсионер союзного значения. Дата смерти не установлена.
Награды
- Герой Социалистического Труда
- Орден Ленина
- Орден Трудового Красного Знамени (22.02.1978)
- Медаль «За трудовую доблесть» (02.04.1966)